# Sare Jallow
Sare Jallow är en ort i Gambia. Den ligger i regionen Upper River, i den östra delen av landet, 230 km öster om huvudstaden Banjul. Antalet invånare var 298 vid folkräkningen 2013.